# Château de Nagoya (Aichi)
Pour l’article homonyme, voir Château de Nagoya (Saga).
Le château de Nagoya (名古屋城, Nagoya-jō) est situé à Nagoya, dans la préfecture d'Aichi, au Japon.

## Histoire

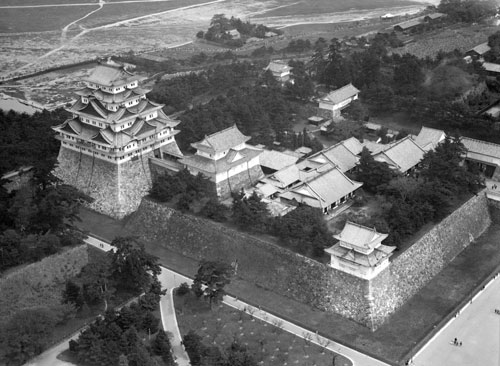
Le château de Nagoya avant 1945.

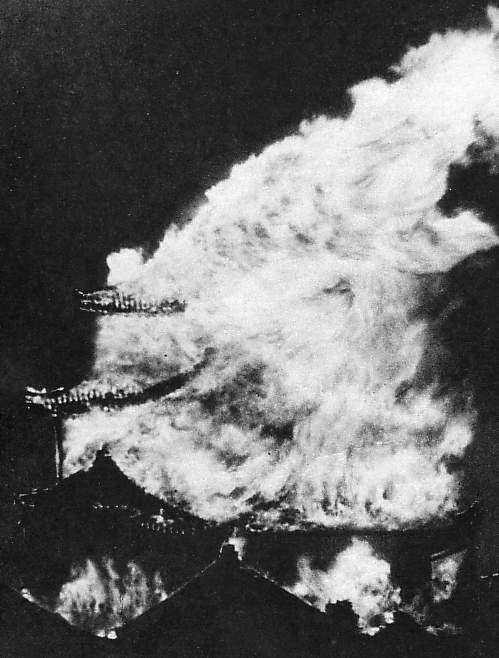
Tour principale en flammes le 14 mai 1945 à la suite d'un bombardement américain.

En 1518, Ujichika Imagawa, daimyô du clan Imagawa de la province de Suruga, se rendit maître de l'est de la province d'Owari. Il y fit construire une forteresse autour de 1525. Oda Nobuhide, daimyō de la province d'Owari, s'en empara aux dépens d'Imagawa Ujitoyo en 1532. Son fils, Oda Nobunaga l'abandonna vers 1582.
À la suite de sa victoire à la bataille de Sekigahara, Tokugawa Ieyasu, ancien allié d'Oda Nobunaga, installa l'un de ses fils, Matsudaira Tadayoshi, au château de château de Kiyosu, ancien fief du clan Oda dans la province d'Owari. Après la mort de son fils en 1607, le nouveau shogun unificateur du Japon, décida, de sa place forte d'Edo, d'abandonner le château de Kiyosu, trop exposé aux inondations. Avec les matériaux de construction de ce dernier, il fit, pour son fils Tokugawa Yoshinao, rénover et élargir l'ancienne forteresse abandonnée du clan Imagawa, une position stratégique sur la Tōkaidō, un important axe routier reliant Edo à Osaka via Kyoto. La construction débuta en 1610, sous la direction du successeur d'Ieyasu : Tokugawa Hidetada, et dura environ cinq années. En 1614, des artistes peintres de l'école Kanō vinrent participer à la décoration de certaines pièces du château. Le château fut de nouveau agrandi en 1633 pour le bénéfice de Tokugawa Iemitsu, troisième shogun de la dynastie Tokugawa.
Au cours de l'époque d'Edo (1603-1868), le château de Nagoya était le centre de l'une des plus importantes villes possédant un château (jōkamachi) et l'une des principales étapes le long de la route Minoji qui reliait la Tōkaidō à la Nakasendō.
Jusqu'à l'ère Meiji (1868-1912), le château resta la demeure du clan Owari Tokugawa de la famille Tokugawa.
En 1930, l'administration du château passa de la maison impériale du Japon à la ville de Nagoya. La même année, l'ancienne place forte des Tokugawa fut inscrite sur la liste des trésors nationaux.
Pendant la Seconde Guerre mondiale, le château était utilisé comme quartier général de l'armée et comme camp de prisonniers de guerre. Au cours des bombardements du Japon, le château a été incendié lors d'un raid aérien de l'armée américaine le 14 mai 1945. La plupart des décorations du château ont été détruites mais un grand nombre de peintures intérieures ont survécu et ont été préservées jusqu'à ce jour. La reconstruction du donjon a été terminée en 1959. Il perdit cependant son statut de trésor national, mais demeura inscrit au titre de site historique spécial,.
Le palais principal (honmaru goten), dont la restauration a commencé en janvier 2009, est ouvert au public depuis le 8 juin 2018,.

## Caractéristiques du château
Au sommet du donjon se trouvent deux dauphins à tête de tigre en or, appelés kinshachi (金鯱), utilisés comme talismans pour la prévention des incendies. Kinshachi provient de la mythologie chinoise, où, appelé Chiwen (螭吻, prononcé chifun en japonais) ou Shachihoko, il est un des neuf fils du dragon et a la même fonction. C'est aussi un symbole de l'autorité du seigneur féodal. Les deux kinshachi ont été temporairement descendus du haut du château et exposés sur les terres du château, et brièvement sur le site de l'Expo 2005 entre le 19 mars et le 19 juin et ont été rendus au château le 9 juillet de la même année.

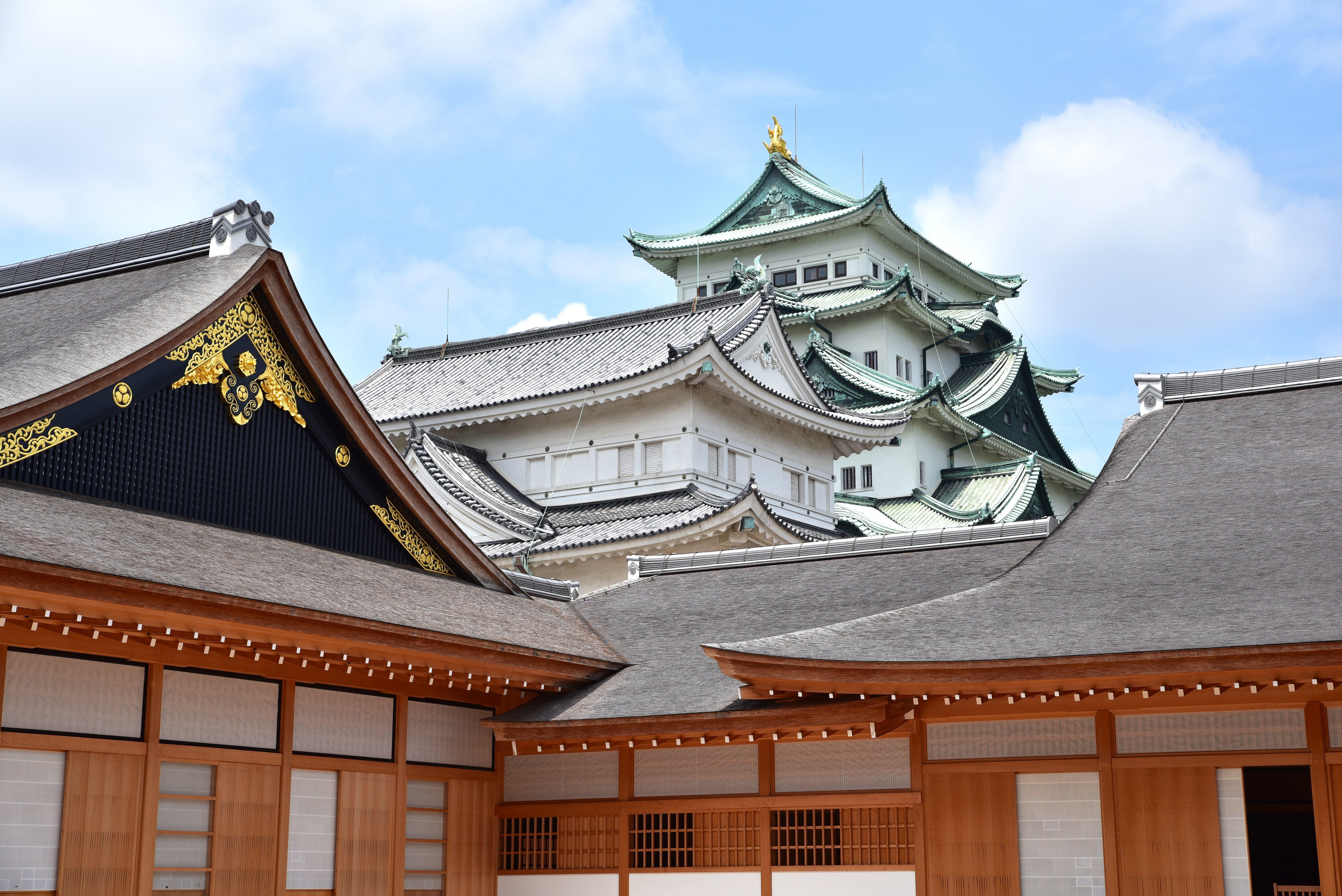
Château de Nagoya.
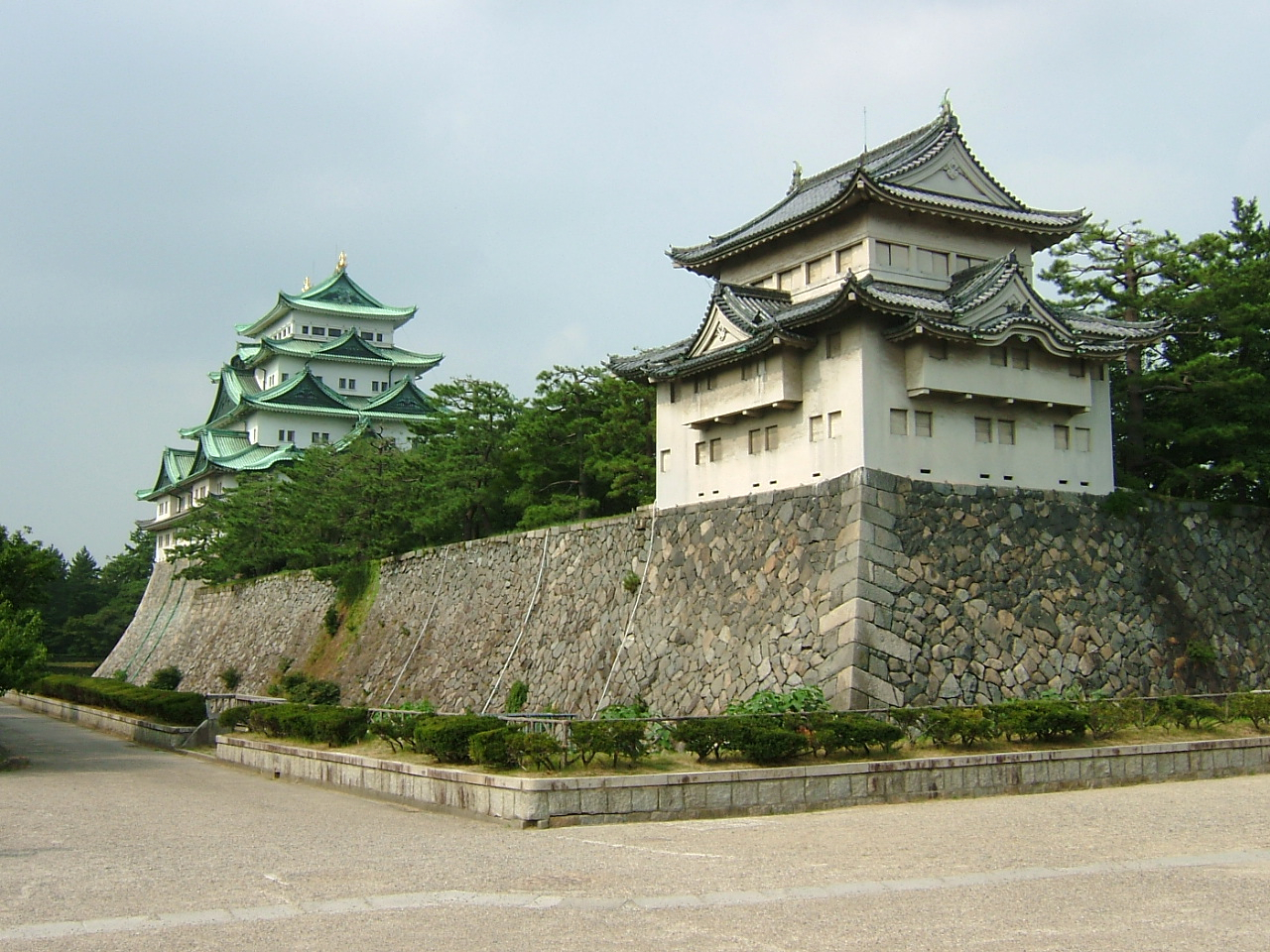
Les remparts et le donjon du château.
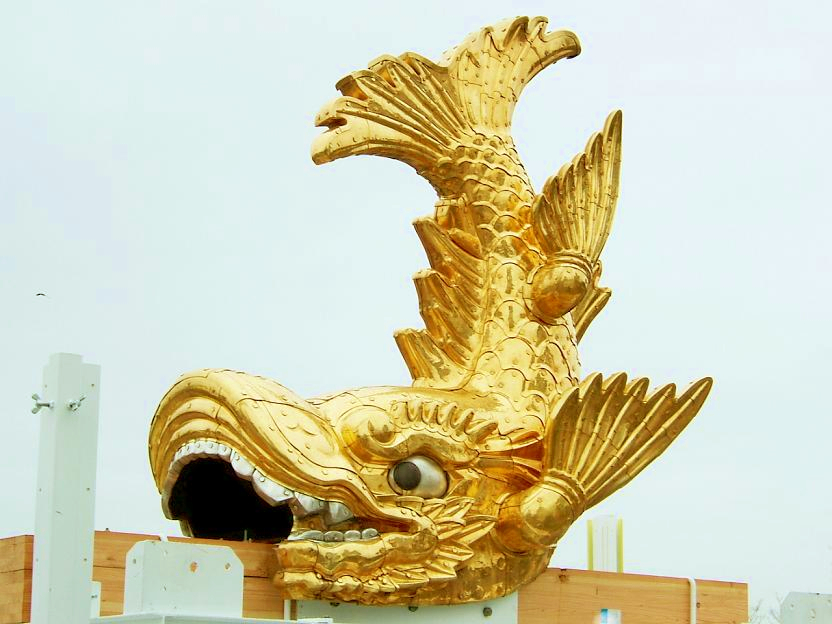
Kinshachi.
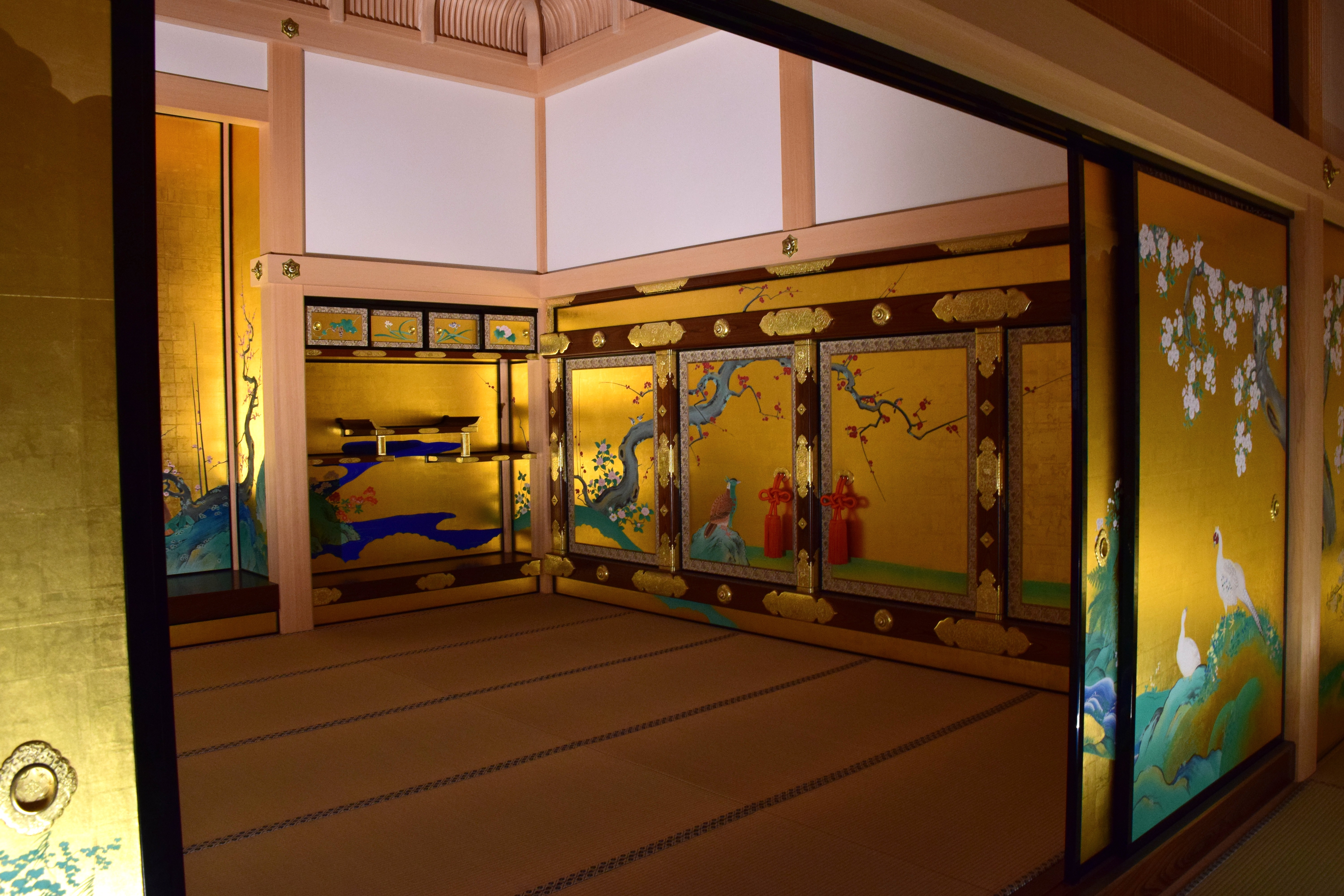
Honmaru goten.
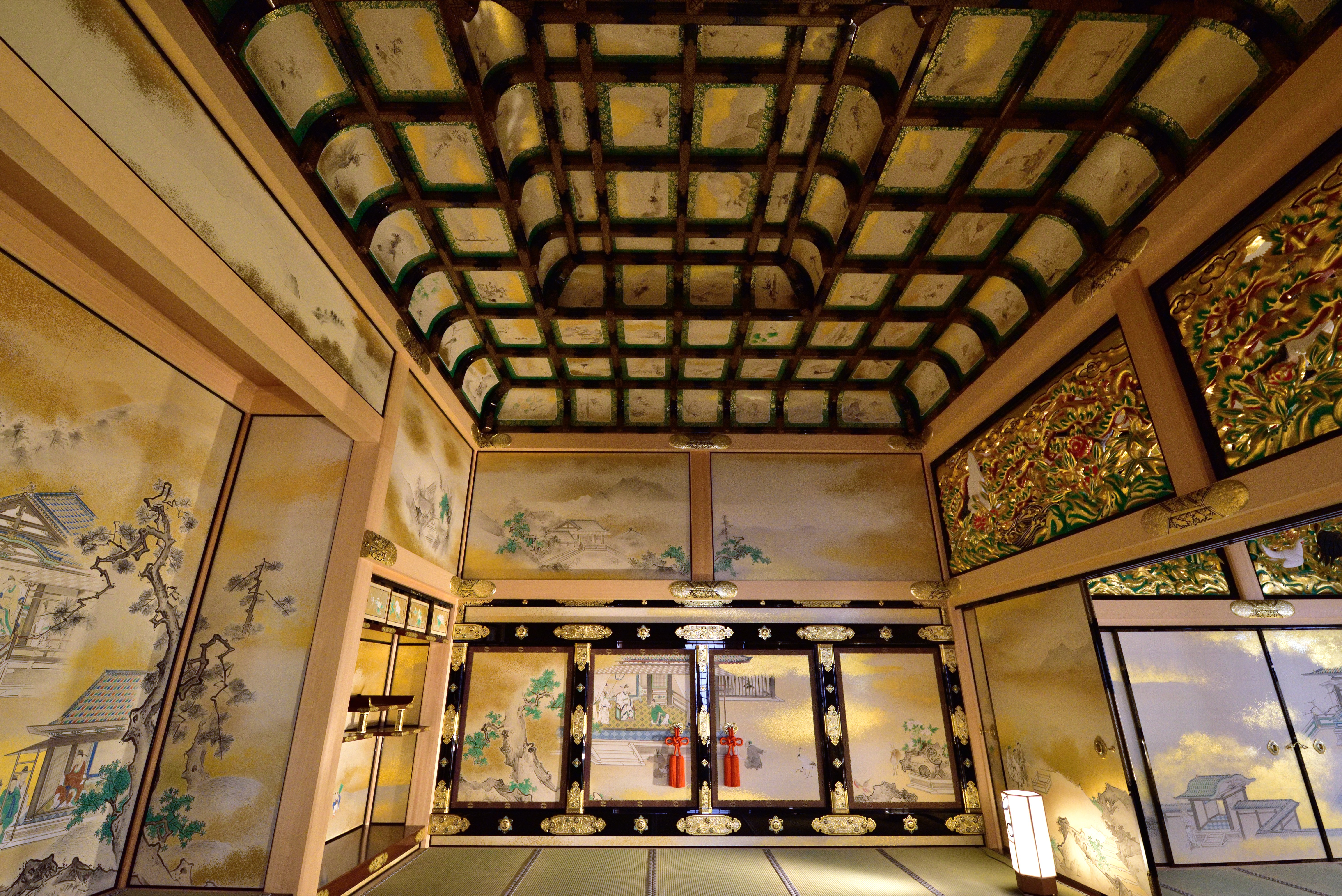
Honmaru goten.